# 부산광역시교육연수원
부산광역시교육연수원(釜山廣域市敎育硏修院, Busan Education Training Institute)은 부산광역시의 각급학교 교직원 및 교육행정기관 소속공무원의 연수업무를 관장하기 위하여 부산광역시교육청 산하에 설치된 직속기관이다.
원장은 교육연구관으로 보한다.

## 연혁
- 1987년 4월 8일: 부산직할시교원연수원 설치
- 1995년 3월 1일: 부산광역시교원연수원으로 변경
- 2001년 9월 1일: 부산광역시교육연수원으로 변경

## 조직
원장
- 연수기획부
- 교원능력개발부
- 행정능력개발부
- 총무부